# Zuleijá abre los ojos
Zuleijá abre los ojos es la primera novela de la escritora tártara en lengua rusa Guzel Yájina. Está publicada en español por la editorial Acantilado (2019), en traducción de Jorge Ferrer.

## Argumento
La novela debut se basa en las experiencias de la abuela de la autora, que sufrió en la década de 1930, como parte del programa de deskulakización, la deportación forzosa a Siberia de muchos tártaros. La abuela de Yájina fue desterrada a una edad temprana y pudo regresar a casa solo dieciséis años más tarde, después de la guerra.
La novela describe las experiencias de Zuleijá, una mujer tártara campesina, cuyo esposo, que se había resistido a la deskulakización, fue asesinado. Junto con cientos de coterráneos fue abandonada en un lugar remoto a orillas del río Angará con pocos medios de supervivencia. Tuvo que superar las duras condiciones, construir relaciones con otros represaliados y forjar una nueva identidad y razones para vivir.
La narración incluye un plano simbólico basado en la criatura mítica voladora Simurg, que significa «treinta pájaros» en persa y que sirve como metáfora de los treinta prisioneros que sobrevivieron el primer invierno en medio de la taiga siberiana.

## Vicisitudes de la obra
En un principio, Yájina escribió la historia como un guion, pero después la rehízo en forma de novela.
Antes de ser aceptada para su publicación, la novela fue rechazada por varios editores. Pese a ese rechazo inicial, Los libros de Guzel Yájina han sido traducidos a treinta idiomas, según su ficha de la editorial AST.
En abril de 2020, la emisora de televisión pública estatal Rossiya 1 estrenó la serie basada en la novela Zuleijá abre los ojos que consta de ocho capítulos. El papel protagonista está interpretado por la actriz Chulpán Jamátova, mientras la cantante Dina Garípova es la encargada de interpretar el leitmotiv de la serie, la canción popular tártara Ay, bylbylym.